# Егерская улица (Москва)
Егерская улица — улица района Сокольники Восточного административного округа города Москвы. Расположена между 1-м Полевым переулком и Охотничьей улицей, параллельно Большой Остроумовской улице и Оленьему Валу.

## История
В XVIII веке в районе слободки сокольников находилась слобода егерей при царском Егермейстерском потешном соколином дворе, помогавших императрицам Анне Иоанновне и Елизавете Петровне в ружейной охоте, которая пользовалась у них большим успехом. Сама местность стала числиться в ведении Обер-Егермейстерской конторы. Улица названа с 1913 года.

## Транспорт
Ближайшие остановки общественного транспорта:
- Остановка «Охотничья улица»:
  - Автобусный маршрут № 75;
  - Трамвайные маршруты № 4л, 4пр, 25.
- Остановка «Бабаевская улица»:
  - Трамвайные маршруты № 4л, 4пр, 7, 13;
  - Автобусные маршруты № т14, т32, т41, 78, 265, 716.
- Остановка «Сокольническая застава»:
  - Трамвай № Б, 4л, 4пр, 25, 45.

Ближайшие станции метро —  Сокольники и  Сокольники.

## Фотогалерея
|  |